# Scânteia (Ialomița)
Scânteia é uma comuna romena localizada no distrito de Ialomița, na região de Muntênia. A comuna possui uma área de  km² e sua população era de 4349 habitantes segundo o censo de 2007.